# Отпуск репортёра
«Отпуск репортёра» (болг. Невероятна история; досл. пер.: Невероятная история) — болгарская комедия 1964 года режиссёра Владимира Янчева.

## Сюжет
Сатирик Зарков подаёт на подпись главному редактору газеты фельетон на бюрократов. Начальник ненароком ошибается, и пускает фельетон в номер. Сатира на вымышленного персонажа Караиванова — «собирательный образ бюрократа» — воспринимается как реальный случай. Но такую фамилию носят много должностных лиц, занимающих важные посты, и обидевшихся на фельетон. Чтобы газета напечатала опровержение они нанимают циничного адвоката. В панике главный редактор начинает искать сатирика Заркова, пока тот беззаботно проводит отпуск где-то на берегу Черного моря. А когда становится понятно, что фельетон очень понравился начальству «наверху», редактор уже и не знает что делать. Когда разъяренные Караивановы вторгаются в кабинет Заркова, их заваливают тысячами писем благодарных читателей…

## В ролях
- Рангел Вылчанов — Зарков
- Георги Черкелов — главный редактор
- Георги Попов — Егаров, адвокат
- Георгий Калоянчев — командир пожарной охраны
- Пенчо Петров — Караиванов, профессор
- Бистра Гутева — Нели
- Радой Ралин — ответственный секретарь
- Георгий Парцалев — художник
- Никола Дадов — тренер
- Григор Вачков — водитель
- Мими Балканская — эпизод
- Иван Братанов — эпизод
- Наум Шопов — эпизод

## Прокат в СССР
Фильм дублирован на Киностудии имени М.Горького в 1965 году, в советском прокате с 11 февраля 1966 года.